# 金髪の悪魔
『金髪の悪魔』（The Unholy Wife）は、1957年に公開されたアメリカ合衆国の映画。RKOによる作品である。監督はジョン・ファロー。出演はダイアナ・ドースやロッド・スタイガーなど。
イギリスで活動していたダイアナ・ドースのハリウッド進出作の一つとなったが、興行的失敗により彼女の経歴は傷つくこととなった。

## キャスト
- フィリス・ホーチェン: ダイアナ・ドース（吹替: 増山江威子）
- ポール・ホーチェン: ロッド・スタイガー（吹替: 武内亨）
- サン・サンフォード: トム・トライオン（英語版）
- エマ・ホーチェン: ビューラ・ボンディ
- グウェン: マリー・ウィンザー（英語版）

## スタッフ
- 監督・製作: ジョン・ファロー
- 原作: ウィリアム・ダーキー
- 脚本: ジョナサン・ラティマー
- 撮影: ルシアン・バラード
- 編集: エダ・ウォレン（英語版）
- 音楽: ダニエル・アンフィシアトロフ（英語版）